# Lemhényi római katolikus templom
A Mihály arkangyal tiszteletére szentelt római katolikus templomvár Felső-Háromszék legtávolabbi részén, Kézdialmás és Lemhény között, a  Szent Mihály-domb tetején áll.

## A templom története
A települést először 1332-ben említették a korabeli okiratokban. Az 1567-es regestrumban Vencze néven jegyezték be, 1616-ban Lemhény néven jelent meg.
A falu első templomának létét a pápai tizedjegyzék Lemhényre vonatkozó bejegyzése igazolja. A román stílusú épületet kismérete és rossz állapota miatt a 15. században lebontották.  A helyette emelt gótikus templom építésének ideje a 15. század végére, vagy a 16. század első felére tehető. A középkorból maradtak fenn a várfal  támpilléreit borító gótikus esővetőkövek, valamint az alapzati rész faragott párkánya.
A templom késő gótikus átépítését bizonyára 1510-ben fejezték be, a harangtorony alsó, régebbi része is abban az időben készült. Ugyanazt a korszakot idézi a diadalív felirata is:
„Olimu erat Scriptum 1510.”
Háromszék Vármegye Emlékkönyve szerint 1607-ben, Rákóczi Zsigmond erdélyi fejedelem idején a templomvárat megerősítették.
A templom várfalának és a védőtornyainak építési ideje a 17. századra tehető, a kaputorony viszont a 16. században készülhetett.
1777-ben az erődtemplomot barokk stílusban átalakították, ugyanakkor húzták fel az addig egyszerű, háromszögben záródó, nyugati oromfal helyére a hullámos csigavonal vezetésű szoborfülkés  oromfalat.
1907-ben a tornyot javították, 2000-ben a templom restaurálására került sor.

## A templom leírása
A templomvárba a keleti oldalon álló kaputornyon keresztül lehet bejutni, amely egyben harangtoronyként is szolgált.
Az egyhajós, torony nélküli templom ovális, magas várfallal övezett udvar közepén áll. A barokk stílusú, gótikus elemeket őrző műemlék várfalának keleti oldalán lévő magas harangtornya barokk hagymakupolával fedett.
Az övpárkány alatt a keleti és nyugati oldalon ellipszis alakú stukkódísszel közrefogott 1907-es évszám olvasható, amely valószínűleg a torony utolsó nagyobb javítását jelzi.
A nyugati és déli oldalon barokk stílusú portikuszok láthatók. A nyugati portikuszt és az oromfalat szoborfülkés oromzattal látták el.
A hajón Szent György, Mihály arkangyal és Szentháromság ábrázolásokkal fiókos dongaboltozatú, gazdag stukkódíszítés látható.
A templom egyik legrégebbi emléke a homokkőből faragott, kehely alakú középkori keresztelőmedence.
Berendezéséből figyelemreméltó a Mihály arkangyalt ábrázoló késő barokk főoltára, valamint Jézus és Szűz Mária szíve tiszteletére felszentelt Copt stílusú mellékoltárai. 
Az orgonakarzat mellvédjén Szent Cecília kartusba foglalt stukkó figurája van elhelyezve.
A 8 regiszteres, mechanikus rendszerű orgona  Angster József és Fia hangszergyárában készült Pécsett, de jelenleg nem működik, mivel fémsípjai a világháború idején megsemmisültek.
A templom régi harangját 1848-ban ágyúöntés céljából eltávolították. A harangtoronyban lévő kisharangot, mely ma is szépen cseng, 1697-ben öntötték.

## A templom várfala
A gótikus elrendezésű, barokk stílusban átépített templomot egy magas, ovális várfal övezi, amelynek keleti oldalán barokk hagymakupolával fedett magas harangtorony látható.
Az erődítmény magassága az udvar felől 3-3,50 méter, a külső részen pedig  4 méter, vastagsága 80 centiméter.
A védőfalat támpillérek erősítik, amelyeket feltehetően később építettek a várhoz. Északi és déli oldalán egy-egy félkör alakú, többszintes torony áll.
Az udvar felőli részről szabályos közönként, alacsonyan elhelyezett lőrések nyílnak, szemöldökköves fülkéjük 60 x 55 centiméter. Az alsó részen lévő kissé szélesebb nyílású, 5 x 50 centiméteres rések fordított kulcslyuk formájúak. A lőrések nagyobbrészt egyenes irányúak, de van közöttük néhány oldalirányú is.

## A templom búcsúja
A lemhényi római katolikus templom és egyházközség búcsúját minden évben  szeptember 29-én, Mihály arkangyal napján tartják.

## Külső hivatkozások
- Székely Újság[halott link]